# Кардам (Тырговиштская область)
Кардам (болг. Кардам) — село в Болгарии. Находится в Тырговиштской области, входит в общину Попово. Население составляет 1477 человек (2022).

## Политическая ситуация
В местном кметстве Кардам, в состав которого входит Кардам, должность кмета (старосты) исполняет Мирослав Николов Янчев (Национальное движение «Симеон Второй» (НДСВ)) по результатам выборов правления кметства.
Кмет (мэр) общины Попово — Людмил Веселинов (коалиция в составе 2 партий: Федерация Активного Гражданского Общества (ФАГО), Гражданский союз за новую Болгарию (ГСНБ)) по результатам выборов 2007 года в правление общины.

## Уроженцы
- Иван Братанов (1920—1968) — болгарский актёр театра и кино.